# Limbic System
Limbic System – drugi album polskiego zespołu Rootwater, wydany w roku 2007 przez Mystic Production.
Nagrania zostały zarejestrowane, zmiksowane i zmasterowane w olkuskim Zed Studio pomiędzy majem 2006 a lutym 2007 roku we współpracy z producentem muzycznym Tomaszem Zalewskim. Dodatkowe partie wokalne zostały nagrane w Krzysztof Palczewski Studio.

## Lista utworów
Opracowano na podstawie materiału źródłowego.
| Nr  | Tytuł utworu            | Słowa                          | Muzyka                                                                     | Długość |
| --- | ----------------------- | ------------------------------ | -------------------------------------------------------------------------- | ------- |
| 1.  | „The Roots”             | Maciej Taff                    | Maciej Taff, Sebastian Zusin, Filip Hałucha, Michał Truong, Artur Rowiński | 0:31    |
| 2.  | „Back To The Real”      | Maciej Taff                    | Maciej Taff, Sebastian Zusin, Filip Hałucha, Michał Truong, Artur Rowiński | 2:13    |
| 3.  | „The Lord Of The Flies” | Maciej Taff                    | Maciej Taff, Sebastian Zusin, Filip Hałucha, Michał Truong, Artur Rowiński | 4:59    |
| 4.  | „Dorico”                | Maciej Taff                    | Maciej Taff, Sebastian Zusin, Filip Hałucha, Michał Truong, Artur Rowiński | 4:05    |
| 5.  | „Catatonia”             | Maciej Taff                    | Maciej Taff, Sebastian Zusin, Filip Hałucha, Michał Truong, Artur Rowiński | 4:52    |
| 6.  | „The Song Of Revival”   | Maciej Taff                    | Maciej Taff, Sebastian Zusin, Filip Hałucha, Michał Truong, Artur Rowiński | 0:31    |
| 7.  | „War”                   | Maciej Taff                    | Maciej Taff, Sebastian Zusin, Filip Hałucha, Michał Truong, Artur Rowiński | 2:30    |
| 8.  | „Caje Sukarije”         | Maciej Taff                    | Maciej Taff, Sebastian Zusin, Filip Hałucha, Michał Truong, Artur Rowiński | 3:15    |
| 9.  | „Limbic System”         | Maciej Taff                    | Maciej Taff, Sebastian Zusin, Filip Hałucha, Michał Truong, Artur Rowiński | 4:43    |
| 10. | „In Limbo”              | Maciej Taff                    | Maciej Taff, Sebastian Zusin, Filip Hałucha, Michał Truong, Artur Rowiński | 1:31    |
| 11. | „Uniquitos Violence”    | Maciej Taff                    | Przemysław Bieliński                                                       | 3:09    |
| 12. | „Greed”                 | Maciej Taff                    | Maciej Taff, Sebastian Zusin, Filip Hałucha, Michał Truong, Artur Rowiński | 4:24    |
| 13. | „Balcan Butterfly”      | Maciej Taff                    | Maciej Taff, Sebastian Zusin, Filip Hałucha, Michał Truong, Artur Rowiński | 3:44    |
| 14. | „The Nomad”             | Maciej Taff                    | Maciej Taff, Sebastian Zusin, Filip Hałucha, Michał Truong, Artur Rowiński | 6:45    |
| 15. | „Climchoque”            | Artur Rowiński, Ewa Gwiazdecka | Maciej Taff, Sebastian Zusin, Filip Hałucha, Michał Truong, Artur Rowiński | 5:20    |
|     |                         |                                |                                                                            | 52:32   |

## Twórcy
Opracowano na podstawie materiału źródłowego.
| Zespół Rootwater w składzie - Maciej Taff - wokal prowadzący - Sebastian Zusin - gitara elektryczna, wokal wspierający - Heinrich - gitara basowa - Michał Truong - gitara elektryczna, mandolina, wokal wspierający - Artur Rowiński - perkusja, wokal wspierający |  | Dodatkowi muzycy - Piotr Hrycyk - kongi, instrumenty perkusyjne - Paweł Szymiczek - wokal, dudy, flet - Dariusz Goc - didgeridoo - Milena Gaworek - skrzypce - Krzysztof Palczewski - akordeon Produkcja - Tomek Zalewski - produkcja muzyczna, miksowanie, inżynieria dźwięku, mastering - Krzysztof Garbaliński - zdjęcia |